# دونگهه
دونگهه (به کره‌ای: 동해) (به انگلیسی: Donghae) یک شهر در شمال‌شرق کره جنوبی (شرق شبه‌جزیره کره) بر روی ساحل دریای شرق کره (دریای ژاپن) است که در تابعیت استان گانگوون قرار دارد.
دونگهه ۱۸۰٫۱۷ کیلومتر مربع مساحت و ۸۶٬۹۹۷ نفر جمعیت دارد.

## وجه تسمیه
این شهر با ادغام دو شهرک «بوک‌پیونگ» و «موکهو» در سال ۱۹۸۰ میلادی تأسیس شد. اما نام «دونگهه» نامی جدید بوده و ارتباطی به نام‌های قبلی نداشته است. این نام متشکل از «دونگ» (شرقی) و «هه» (دریا) می‌باشد، و اشاره به نام کره‌ای  دریای ژاپن دارد. در زبان کره‌ای، این دریا موسوم به «دریای شرقی کره» می‌باشد.

## تاریخ
در آوریل سال ۱۹۱۴ میلادی، در دوران حاکمیت استعماری ژاپن بر کره، و در پی اصلاحات تقسیماتی اداری، در تابعیت استان (تاریخی) گانگوون، شهرستان گانگ‌نونگ [강릉군] با ۱۳ قصبه قرار داشت؛ منجمله قصبهٔ «مانگ‌سانگ» [망상면].
در همان تاریخ و در پی اصلاحات تقسیماتی اداری، شهرستان سامچوک در استان (تاریخی) گانگوون دارای ۹ قصبه بود؛ منجمله قصبهٔ «بوکسام» [북삼면].
در اکتبر سال ۱۹۴۲ میلادی، در شهرستان گانگ‌نونگ، قصبهٔ «مانگ‌سانگ» به شهرک ارتقاء یافته و نام آن به «شهرک موکهو» [묵호읍] تغییر یافت.
در ژوئیه سال ۱۹۴۵ (تنها دو ماه پیش از تسلیم شدن ژاپن در جنگ جهانی و پایان رژیم استعماری ژاپن بر کره)، در شهرستان سامچوک، «قصبهٔ بوکسام» به شهرک ارتقاء یافته و نام آن به «بوک‌پیونگ» [북평읍] تغییر یافت.
پس از استقلال کره از ژاپن در سپتامبر سال ۱۹۴۵ میلادی، این کشور به دو نیمه تقسیم شد. مرز بین دو کره در آن زمان، مدار ۳۸ درجه شمالی در نظر گرفته شده بود. این مدار از میان استان (تاریخی) گانگوون عبور می‌کند. در نتیجه استان گانگوون به نیمهٔ شمالی و نیمهٔ جنوبی تقسیم شد. با این وجود، تمامی اراضی این دو شهرستان، و بالاخص این دو شهرک، در جنوب این مدار قرار گرفتند، و در تبعیت استان (جنوبی) گانگوون قرار گرفت.
در سپتامبر سال ۱۹۵۵ میلادی، «شهرک گانگ‌نونگ» با دو قصبهٔ «سونگدوک» و «گیونگپو» ادغام شده، از شهرستان گانگ‌نونگ جدا شده، و «شهر گانگ‌نونگ» را تشکیل دادند. ۲ شهرک و ۸ قصبهٔ دیگر (منجمله «شهرک موکهو»)، در تابعیت «شهرستان گانگ‌نونگ» باقی ماندند. نام این شهرستان، از «گانگ‌نونگ» به «میونگجو» [명주군] تغییر کرد.
در آوریل سال ۱۹۸۰ میلادی، با جدائی شهرک «بوک‌پیونگ» از شهرستان سامچوک، و جدائی شهرک «موکهو» [묵호읍] از شهرستان میونگجو، و با انحلال و ادغام آن‌ها، شهر دونگهه تأسیس شد. این دو شهرک، به دلیل قرار داشتن بندر تجاری مهم، صنعت شیلات پویا، خطوط راه‌آهن، و تأسیسات صنعتی پتروشیمی، از نظر شهریت و جمعیت رشد کرده بوده و با هم‌دیگر در عمل یک منطقهٔ شهری و اقتصادی واحد را تشکیل می‌دادند.
در پیش از انحلال «شهرک بوک‌پیونگ»، در تابعیت این شهرک، ۲۶ روستا قرار داشت:
| - ایدو (이도리، Ido-ri) - ایرو (이로리، Iro-ri) - ایگی (이기리، Igi-ri) - بوک‌پیونگ (북평리، Bukpyeong-ri) - بیچون (비천리، Bicheon-ri) - پیونگ‌نونگ (평릉리، Pyeongneung-ri) - جیگا (지가리، Jiga-ri) - جیهونگ (지흥리، Jiheung-ri) - چون‌گوک (천곡리، Cheonggok-ri) | - چوئام (추암리، Chuam-ri) - دالبانگ (달방리، Dalbang-ri) - دانبونگ (단봉리، Danbong-ri) - دونگهوئ (동회리، Donghoe-ri) - ده‌گو (대구리، Daegu-ri) - سامهوا (삼화리، Samhwa-ri) - سونگ‌جونگ (송정리، Songjeong-ri) - سوه‌ئون (쇄운리، Swaeun-ri) - شینهونگ (신흥리، Sinheung-ri) | - گومی (구미리، Gumi-ri) - گوُهو (구호리، Guho-ri) - گویئون (귀운리، Gwiun-ri) - نائان (나안리، Naan-ri) - نِه (내리، Nae-ri) - هوهیون (호현리، Hohyeon-ri) - هیوگا (효가리، Hyoga-ri) - یونگ‌جونگ (용정리، Yongjeong-ri) |

در پیش از انحلال «شهرک موکهو»، در تابعیت این شهرک، ۱۰ روستا قرار داشت:
| - اودال (어달리، Eodal-ri) - بالهان (발한리، Balhan-ri) - بوگوک (부곡리، Bugok-ri) - چوگو (초구리، Chogu-ri) | - ده‌جین (대진리، Daejin-ri) - شیم‌گوک (심곡리، Simgok-ri) - گوئران (괴란리، Goeran-ri) - مانگ‌سانگ (망상리، Mangsang-ri) | - مانو (만우리، Manu-ri) - موکهوجین (묵호진리، Mukhojin-ri) |

پس از انحلال این دو شهرک و ادغام آنان، ۳۶ روستای تابعهٔ آنان، به شرح زیر، به ۱۵ ناحیهٔ تابعه تقسیم شد:
1. ناحیهٔ اودال [어달동]، متشکل از ۲ روستای «اودال» و «ده‌جین» (سابقا تابعهٔ «موکهو»)
2. ناحیهٔ ای‌وون [이원동]، متشکل از ۴ روستای «ایدو»، «جیگا»، «دانبونگ»، «گویئون» (سابقا تابعهٔ «بوک‌پیونگ»)
3. ناحیهٔ بالهان [발한동]، متشکل از بخشی از روستای «بالهان» (سابقا تابعهٔ «موکهو»)
4. ناحیهٔ بوک‌پیونگ  [북평동]، متشکل از ۷ روستای «بوک‌پیونگ»، «چوئام»، «ده‌گو»، «گومی»، «گوهو»، «نِه»، «هوهیون» (سابقا تابعهٔ «بوک‌پیونگ»)
5. ناحیهٔ بوکسام [북삼동]، متشکل از ۵ روستای «جیهونگ»، «دونگهوئ»، «سوه‌ئون»، «نائان»، «هیوگا»،  و بخشی از روستای «یونگ‌جونگ» (سابقا تابعهٔ «بوک‌پیونگ»)
6. ناحیهٔ بوگوک [부곡동]، متشکل از روستای «بوگوک»  (سابقا تابعهٔ «موکهو»)
7. ناحیهٔ چون‌گوک [천곡동]، متشکل از ۲ روستای «چون‌گوک» و «پیونگ‌نونگ» (سابقا تابعهٔ «بوک‌پیونگ»)
8. ناحیهٔ دونگهو [동호동]، متشکل از بخشی از روستای «بالهان» (سابقا تابعهٔ «موکهو»)
9. ناحیهٔ سامون [사문동]، متشکل از بخشی از روستای «بالهان» (سابقا تابعهٔ «موکهو»)
10. ناحیهٔ سامهوا [삼화동]، متشکل از ۳ روستای «ایرو»، «ایگی»، «سامهوا» (سابقا تابعهٔ «بوک‌پیونگ»)
11. ناحیهٔ سامهونگ [삼흥동]، متشکل از ۳ روستای «بیچون»، «دالبانگ»، «شینهونگ» (سابقا تابعهٔ «بوک‌پیونگ»)
12. ناحیهٔ سونگ‌جونگ [송정동]، متشکل از روستای «سونگ‌جونگ» و بخشی از روستای «یونگ‌جونگ» (سابقا تابعهٔ «بوک‌پیونگ»)
13. ناحیهٔ مانگ‌سانگ [망상동]، متشکل از ۵ روستای «چوگو»، «شیم‌گوک»، «گوئران»، «مانگ‌سانگ»، «مانو» (سابقا تابعهٔ «موکهو»)
14. ناحیهٔ موکهو [묵호동]، متشکل از روستای «موکهوجین » (سابقا تابعهٔ «موکهو»)
15. ناحیهٔ هیانگنو [향로동]، متشکل از بخشی از روستای «بالهان» (سابقا تابعهٔ «موکهو»)

در نوامبر ‍۱۹۹۸ میلادی، در پروسه‌ای دیگر از اصلاحات واحد تقسیمات اداری، ۱۵ ناحیهٔ فوق‌الذکر با ادغام و تغییراتی، به ۱۰ ناحیه کاهش یافتند. این ۱۰ ناحیهٔ جدید شامل:
1. ناحیهٔ بالهان [발한동]، با ادغام نواحی «بالهان» و «هیانگنو»
2. ناحیهٔ بوک‌پیونگ  [북평동]،‌ با ادغام نواحی «ای‌وون» و «بوک‌پیونگ»
3. ناحیهٔ بوکسام [북삼동]، بدون تغییر
4. ناحیهٔ بوگوک [부곡동]، بدون تغییر
5. ناحیهٔ چون‌گوک [천곡동]، بدون تغییر
6. ناحیهٔ دونگهو [동호동]، بدون تغییر
7. ناحیهٔ سامهوا [삼화동]، با ادغام نواحی «سامهوا» و «سامهونگ»
8. ناحیهٔ سونگ‌جونگ [송정동]، بدون تغییر
9. ناحیهٔ مانگ‌سانگ [망상동]، با ادغام نواحی «سامون» و «مانگ‌سانگ»
10. ناحیهٔ موکهو [묵호동]، با ادغام نواحی «اودال» و «موکهو»

## تقسیمات اداری
شهر دونگهه به ۱۰ ناحیهٔ تابعه تقسیم شده است. (البته که در تابعیت دونگهه، ۳۶ ناحیهٔ مدیریت شهری نیز وجود دارد که مرزهای آن، با نواحی تقسیمات اداری انطباق ندارد.)‌
|                |                |        |                               |                               |                      |            |        |  |  |  |
| نام            | کره‌ای (هانگول) | هانجا  | برگردان لاتین (نظام اصلاح‌شده) | برگردان لاتین (مک‌کیون–ریشاور) | مساحت (کیلومتر مربع) | جمعیت-۲۰۲۵ | خانوار |  |  |  |
| ناحیه بالهان   | 발한동         | 發翰洞 | Balhan-dong                   | Palhan-dong                   | ۱٫۱۵                 | ۲٬۹۷۰      | ۱٬۸۲۶  |  |  |  |
| ناحیه بوک‌پیونگ | 북평동         | 北坪洞 | Bukpyeong-dong                | Pukp'yŏng-dong                | ۱۹٫۳۱                | ۱۳٬۰۶۹     | ۶٬۰۵۳  |  |  |  |
| ناحیه بوکسام   | 북삼동         | 北三洞 | Buksam-dong                   | Puksam-dong                   | ۱۶٫۶۰                | ۲۱٬۳۸۹     | ۹٬۸۸۹  |  |  |  |
| ناحیه بوگوک    | 부곡동         | 釜谷洞 | Bugok-dong                    | Pugok-dong                    | ۵٫۰۸                 | ۴٬۵۱۹      | ۲٬۵۲۵  |  |  |  |
| ناحیه چون‌گوک   | 천곡동         | 泉谷洞 | Cheongok-dong                 | Ch'ŏn'gok-dong                | ۱۰٫۳۹                | ۲۸٬۶۸۵     | ۱۳٬۸۲۹ |  |  |  |
| ناحیه دونگهو   | 동호동         | 東湖洞 | Dongho-dong                   | Tongho-dong                   | ۲٫۸۷                 | ۴٬۶۸۵      | ۲٬۵۳۶  |  |  |  |
| ناحیه سامهوا   | 삼화동         | 三和洞 | Samhwa-dong                   | Samhwa-dong                   | ۹۰٫۳۶                | ۲٬۴۴۰      | ۱٬۴۳۳  |  |  |  |
| ناحیه سونگ‌جونگ | 송정동         | 松亭洞 | Songjeong-dong                | Songjŏng-dong                 | ۵٫۲۷                 | ۳٬۳۷۹      | ۲٬۰۸۵  |  |  |  |
| ناحیه مانگ‌سانگ | 망상동         | 望祥洞 | Mangsang-dong                 | Mangsang-dong                 | ۲۵٫۷۹                | ۳٬۱۷۶      | ۱٬۷۵۶  |  |  |  |
| ناحیه موکهو    | 묵호동         | 墨湖洞 | Mukho-dong                    | Mukho-dong                    | ۳٫۳۵                 | ۲٬۶۸۵      | ۱٬۶۱۷  |  |  |  |